# Facultatea Pontificală Sfântul Bonaventura

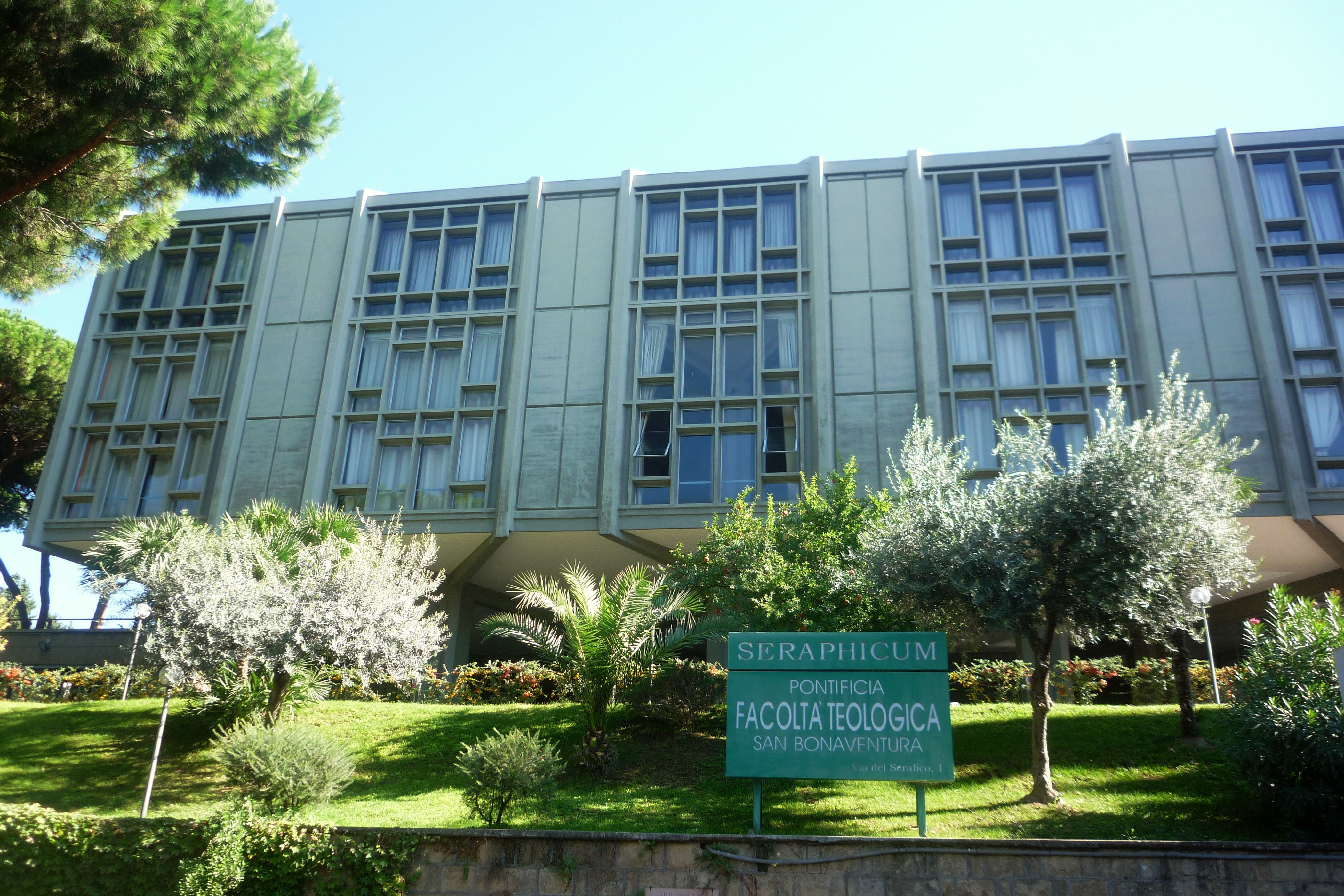
Facultatea Pontificală Sfântul Bonaventura - Seraphicum din Roma

Facultatea Pontificală Sfântul Bonaventura colocvial Seraphicum este un ateneu cu sediul în Roma având ca și preocupare majoră formarea spirituala si intelectuală a viitorilor preoți romano-catolici aparținand Ordinului Fraților Minori Conventuali, cultivând indeosebi științele umane, în mod particular, cele teologice și filozofice.

## Istoric
Facultatea Pontificala "Sfantul Bonaventura" aparține Ordinului Fraților Minori Conventuali, ordin fondat de sfântul Francisc de Assisi în anul 1223. Această facultate fost fondată la Roma de către papa Sixtus al V-lea în anul 1587 cu Constituția Apostolica "Ineffabilis divinae Providentiae" din 18 decembrie 1587.
În anul 1873, odata cu legea de expropriațiune și de ocupație a Facultați Pontificale Sfântul Bonaventura, activitatea scolastica este suspendata.
În anul 1895 activitatea acestei facultăți a fost reluată. La început această facultate nu a funcționat ca facultate pontificală, acest titlu fiindu-i adăugat în anul 1905. În anul 1936 au fost aprobate noile statute ale facultății, care a primit noua titulatură de facultate pontificală.
În anul 1964 sediul a fost transferat în zona Eur, mai precis în zona Laurentina. În anul 1974 a avut loc vizita cardinalului Karol Wojtyła, viitorul papă Ioan Paul al II-lea.

## Obiective și Caracteristici

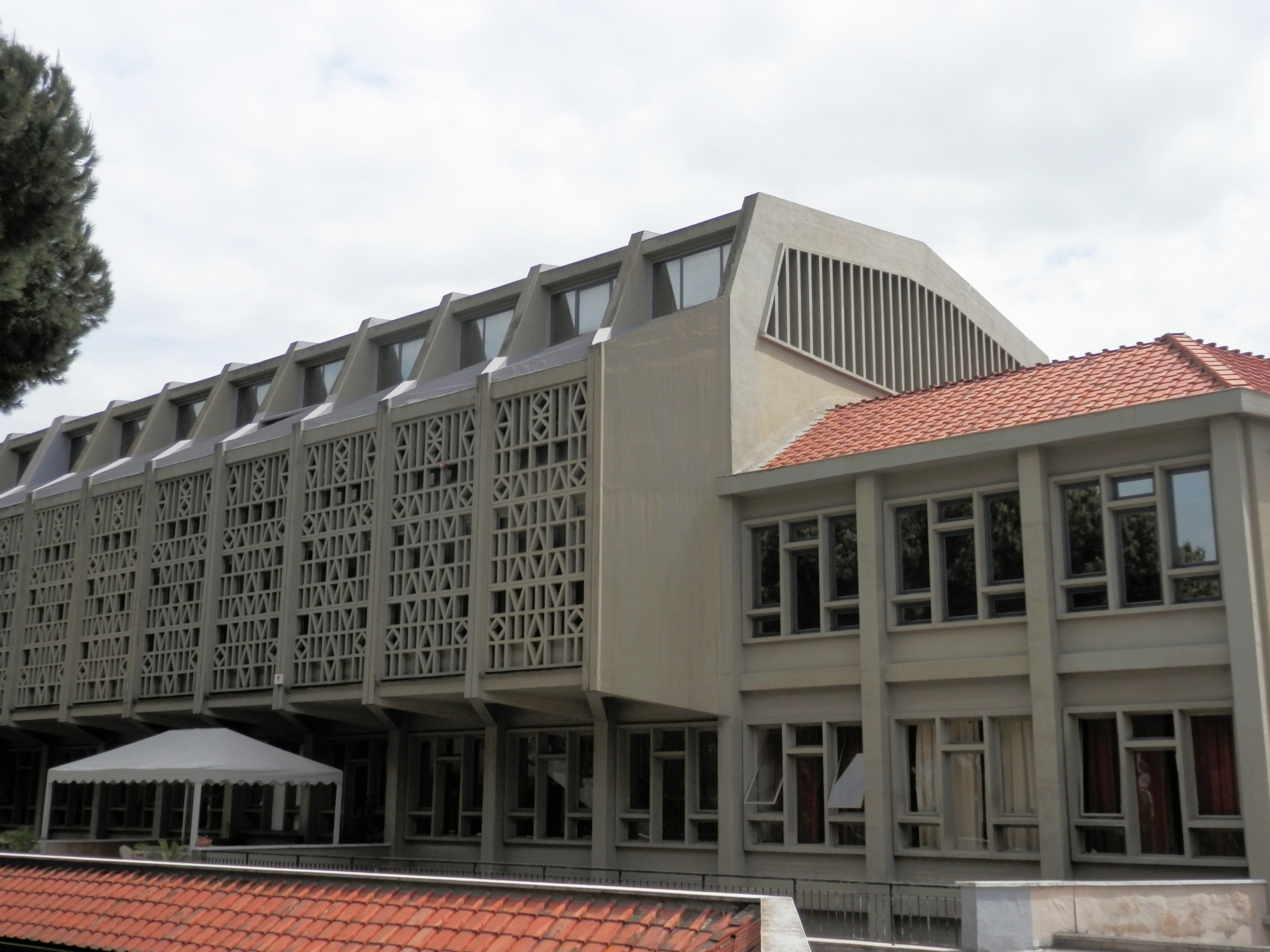
Seraphicum - exteriorul biblioteci

Facultatea Pontificală "Sfântul Bonaventura", are ca prioritate majoră formarea viitorilor preoți romano-catolici aparținand "Ordinului Fraților Minori Conventuali, ce provin din diferite colțuri ale lumii. În prezent, studenți ce studiaza în aceasta facultate provin din țări precum: India, Irlanda, Slovenia, Croația, Indonezia, România, Belarus, Rusia, Polonia. Din România acctualmente sunt șase studenți. Dat fiind că, aceasta facultate aparține Ordinului Fraților Minori Conventuali, formarea sprituală a viitorilor preoți se bazează urmarea "Relgulei sfantului Francisc" și a carismei sale, fiind promovat într-un mod deosebit misionarismul, acesta fiind un punct esențial al Regulei Sfântului Francisc. În ceea ce privește latura intelectuală, se urmarește o buna pregatire filosofică și teologica pentru a răspunde intr-un mod adecvat cerințelor credincioșilor de astazi, dat fiind că, după terminarea studiilor mulți dintre studenți vor lucra in diferite parohi catolice ca și preoți. Facultatea dispune de 7 săli de cursuri, 3 sșli de conferințe, 1 capelă, 1 afiteatru, și o baza de agrement. In anul 2005 la această facultate a fost afiliat Institutul Teologic Romano-Catolic Franciscan din Roman "România".

## Studenți notabili
- Maximilian Kolbe, profesor, scriitor și misionar; martir la Auschwitz
- Leone Veuthey, teolog
- Petru Tocănel, profesor de drept canonic